# 汉斯·斯韦德贝里
汉斯·斯韦德贝里（瑞典語：Hans Svedberg，1931年9月6日—2012年7月27日），瑞典男子冰球运动员，场上位置是后卫。他曾代表瑞典国家队参加1960年冬季奥林匹克运动会冰球比赛，获得第5名。